# Paepalanthus ibitipocensis
Paepalanthus ibitipocensis är en gräsväxtart som beskrevs av Silveira. Paepalanthus ibitipocensis ingår i släktet Paepalanthus och familjen Eriocaulaceae. Inga underarter finns listade i Catalogue of Life.